# Valentim de Carvalho
Valentim de Carvalho est un groupe de télévision et une maison de disques portugaise basée à Oeiras dans la région de Lisbonne.